# GTRV Neuwied
Der Gymnasial-Turn-Ruder-Verein Neuwied 1882 e.V. ist ein deutscher Sportverein mit Sitz in der rheinland-pfälzischen Stadt Neuwied im gleichnamigen Landkreis. Die Volleyball-Mannschaft war Gründungsmitglied der Bundesliga.

## Geschichte
Der Verein wurde am 3. Juli 1882 als Gymnasial-Turnverein Neuwied gegründet, als ein Jahr später die Ruder-Abteilung hinzu kam, kam es zur Umbenennung in den heutigen Gymnasial-Turn-Ruder-Verein Neuwied. Nachdem der Verein ab 1938 durch die Nationalsozialisten vorläufig aufgelöst worden war, kam es ab 1949 zur Wiederaufnahme von sportlichen Aktivitäten, wie Turnen, Ballspiele und Leichtathletik. Die Ruder-Abteilung besteht aber erst seit 1955 wieder.

### Volleyball-Abteilung
Die Volleyball-Abteilung besteht im Verein seit dem Jahr 1960. In der Saison 1974/75 gehörte die erste Männer-Mannschaft (u. a. mit Friedhelm Gruber) zu den Gründungsmitgliedern der neuen Volleyball-Bundesliga. Mit 19:36 Punkten stieg die Mannschaft jedoch als Vorletzter direkt in die 2. Bundesliga Süd ab. Nach drei Zweitliga-Saisons stieg man 1978 als Siebter in die Regionalliga ab. Heutzutage nimmt keine Mannschaft mehr am Ligabetrieb teil. Es handelt sich ausschließlich um Hobbysportler.